# Emilio Izaguirre
Emilio Arturo Izaguirre Girón (* 10. května 1986 Tegucigalpa) je honduraský fotbalový obránce a reprezentant, momentálně hraje v klubu Celtic FC.

## Klubová kariéra
Emilio Izaguirre začal s profesionálním fotbalem v Hondurasu v klubu CD Motagua. 

V srpnu 2010 odešel do Evropy do skotského klubu Celtic FC. V sezóně 2010/11 se stal ve Skotsku fotbalistou roku podle SFWA i SPFA.

## Reprezentační kariéra
Izaguirre hrál v mládežnických reprezentacích Hondurasu. 

Izaguirre debutoval v A-mužstvu Hondurasu v roce 2010.
Zúčastnil se Mistrovství světa 2010 v Jihoafrické republice.
Kolumbijský trenér Hondurasu Luis Fernando Suárez ho vzal na Mistrovství světa 2014 v Brazílii, kde honduraský tým skončil bez bodu v základní skupině E.